# Intime Zone
Die intime Zone, auch Intimdistanz genannt, ist ein Begriff, den der Anthropologe Edward T. Hall ab 1966 mit seinen Messungen der kulturspezifischen Abstände begründete und der zum Forschungsgebiet der Proxemik führte. Er bezeichnet beim Menschen jenen Bereich (Radius), in den sich ausschließlich die von ihm geduldeten Personen nähern dürfen. Diese Distanz ist kultur-, gesellschafts- und geschlechtsspezifisch.

## Alltag
Im Alltag kommt es oft vor, dass dieser Schutzraum unbeabsichtigt verletzt wird (beispielsweise im öffentlichen Nahverkehr). In solch einer Situation wird die Person, die diesen Schutzraum verletzt, zu einer Unperson. Auch können solche Situationen zu Aggressionen und Wutausbrüchen führen, zum Beispiel bei Großveranstaltungen, wenn sich eine Menschenmasse auf einem zu engen Raum befindet (Stadion, Konzert usw.).

## Kulturelle Unterschiede
Ein weiterer Aspekt sind die kulturellen Unterschiede der Intimdistanz: So beträgt die intime Zone in Deutschland ca. 20–60 cm um die Person herum. In anderen Ländern hingegen kann die Distanz variieren und bis zu 1 m betragen. In arabischen Ländern ist die Intimdistanz zwischen Männern geringer als im europäischen Raum. So ist die Toleranz auf das Eindringen in die weite intime Zone bei Männern in Deutschland niedriger als beispielsweise in arabischen oder südamerikanischen Ländern.

## Soziale Stellung
Menschen mit hohem sozialen Status fordern für sich eine größere Intimzone.
Auch an Kindern zeigen sich Statusunterschiede im Abstandsverhalten. Kindern gegenüber ist das Verhalten von Erwachsenen uneinheitlich. Einerseits wird einem Kind eine eigene Intimzone abgesprochen, wenn ihm zum Beispiel ein fremder Erwachsener den Kopf tätschelt; umgekehrt ist es zum Schutz vor Kindesmissbrauch wichtig, dass Kinder lernen, dass sie unerwünschte Berührungen nicht dulden müssen.